# Stjärnbilder (film)
Stjärnbilder är en svensk klippfilm från 1995 gjord av Leif Furhammar. Den premiärvisades den 10 september 1995 på Filmhuset.
Filmen är en hyllning till den svenska filmen, som gjordes med anledning av filmens 100-årsjubileum 1995 och består av ett hundratal klipp ur den svenska filmhistorien med många av dess stjärnor. Klippen kommer från filmer som: Sången om den eldröda blomman, Gösta Berlings saga, För hennes skull, Falska millionären, På solsidan, Kyss henne!, Vi hemslavinnor, Lilla helgonet, Driver dagg faller regn, Tappa inte sugen, Min syster och jag, Hon dansade en sommar, Djävulens öga, Änglar, finns dom?, Att angöra en brygga, Elvira Madigan, Nybyggarna, Släpp fångarne loss – det är vår! och Sällskapsresan.